# Lobocleta ostentaria
Lobocleta ostentaria là một loài bướm đêm trong họ Geometridae.